# Gérondif
 (novembre 2013).
Hérité du gerundium latin, le gérondif est une forme verbale. En français, il est formé comme un participe présent précédé de la préposition en, et constitue un des sept modes de la grammaire.
Son sujet étant toujours le même que celui du verbe conjugué, le gérondif ne peut jamais être le centre d'une proposition.
Le gérondif a un double sens : verbe et adverbe. Comme l'adverbe, le gérondif a une fonction de complément circonstanciel. En tant que verbe, il donne des fonctions spécifiques à d'autres éléments de la phrase. Il est utilisé pour indiquer la simultanéité d'un fait qui a lieu dans le cadre d'un autre fait.
- Exemple : « En rentrant, j'ai croisé mon voisin. »

## Étymologie
Le substantif masculin gérondif est dérivé du latin tardif gerundium, de même sens, lui-même dérivé du latin classique gerere, « exécuter »,,.

## Langues anciennes

### Latin
En latin, le gérondif est la forme déclinable du verbe qui remplace l'infinitif quand il n'est ni sujet ni objet direct,,.
Le gérondif se forme sur le thème de l'infectum.

## Langues vivantes

### Français
En français, le gérondif est un mode verbal invariable, composé du participe présent précédé de la préposition en, employée comme complément circonstanciel du verbe principal,,.
En français moderne, le gérondif est une des trois formes verbales en -ant. Les deux autres sont l'adjectif verbal et le participe présent.

### Anglais
En anglais, le gérondif se construit à partir du verbe auquel est ajoutée la terminaison -ing. Il est employé notamment après un verbe exprimant la préférence, tel like ou encore can't stand.

### Portugais
En grammaire portugaise, le gérondif (gerúndio) est une des trois formes nominales du verbe (infinitif, participe et gérondif) et fait fonction de participe présent. C'est fait en ajoutant le suffixe -ndo au verbe.
Ex. : Verbe dormir (dormir) : "dormindo" ; verbe morrer (mourir) : "morrendo" ; verbe comer (manger) : "comendo".

## Temps
Dans d'autres langues, il existe également un gérondif passé. Ainsi, le russe forme sur le verbe делать/сделать, faire (imperfectif/perfectif) :
- делая, gérondif présent imperfectif, en faisant ;
- делав, gérondif passé imperfectif, alors qu'il faisait ;
- сделав, gérondif passé perfectif, après avoir fait.

En français il existe deux temps pour le gérondif. Ainsi, le français forme sur le verbe « travailler » au gérondif :
- en travaillant : gérondif présent ;
- en ayant travaillé : gérondif passé.

Chacun possède une seule forme verbale, invariable.